# Chiesa di San Rocco all'Augusteo
La chiesa di San Rocco all'Augusteo a Roma è una chiesa del XVII secolo nel rione Campo Marzio.

## Storia
La chiesa nacque per iniziativa della "Confraternita di San Rocco", dedicata al santo di Montpellier e approvata nel 1499 da papa Alessandro VI. Al sodalizio religioso, nato per soccorrere gli ammalati di peste per iniziativa dei barcaioli e degli osti che vivevano presso il Tevere, venne concesso di costruire un ospedale in prossimità della antica chiesetta di San Martino iuxta flumen ("vicino al fiume") presente sin dal secolo XI. Il luogo è infatti posto molto vicino a un antico porto fluviale di Roma detto di Ripetta.

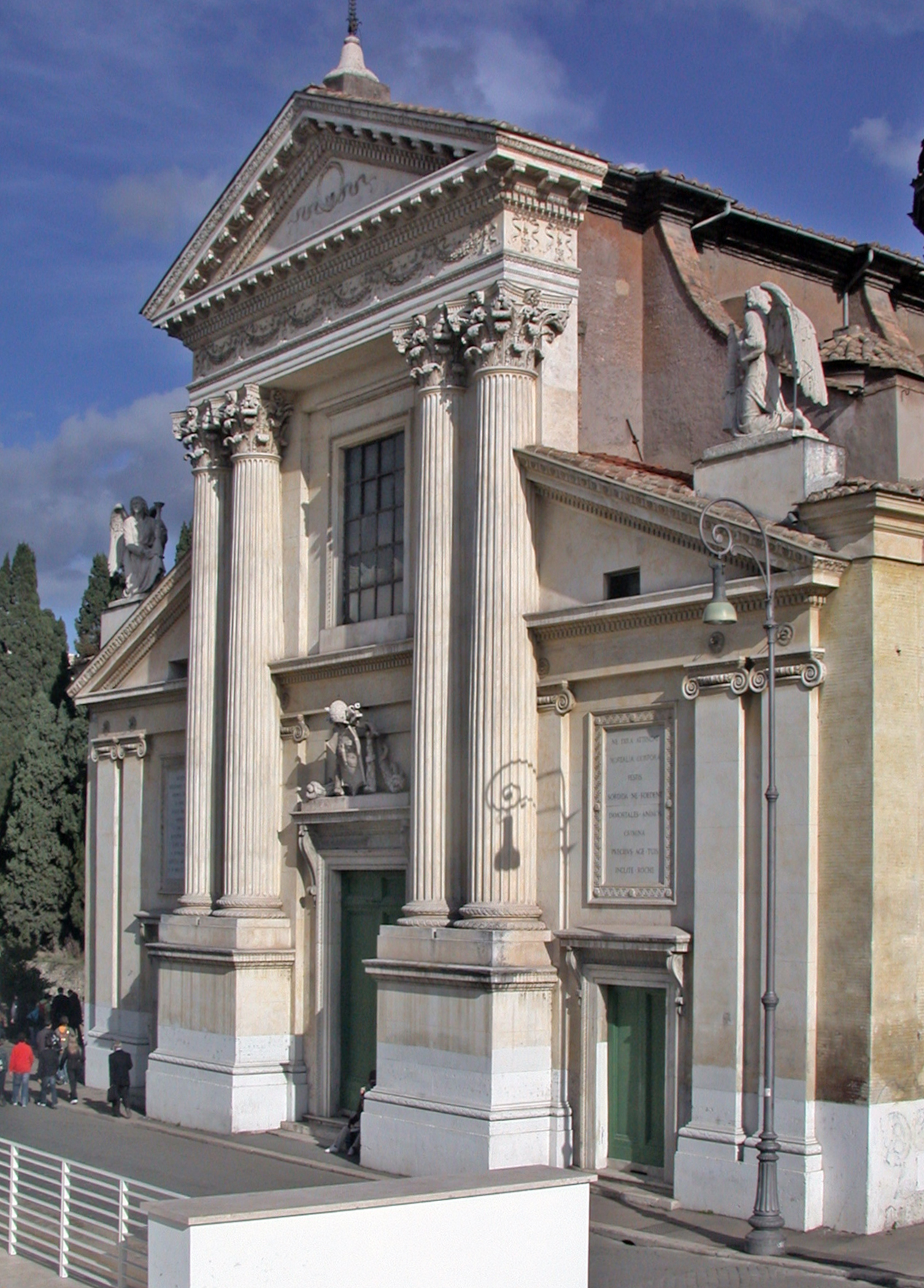
La facciata del Valadier, vista dal museo dell'Ara Pacis

Subito dopo le esperienze fatte nel corso dell'anno santo del 1500, nel 1502 fu intitolata a san Rocco e san Martino e fu costruito l'ospedale che si arricchì, in un secondo momento di un reparto di ginecologia. La chiesa, priva di particolari ambizioni artistiche, fu completata con una decorazione interna, in parte opera di Baldassarre Peruzzi e la facciata fu affrescata con Storie di san Rocco dal pittore Avanzino Nucci.

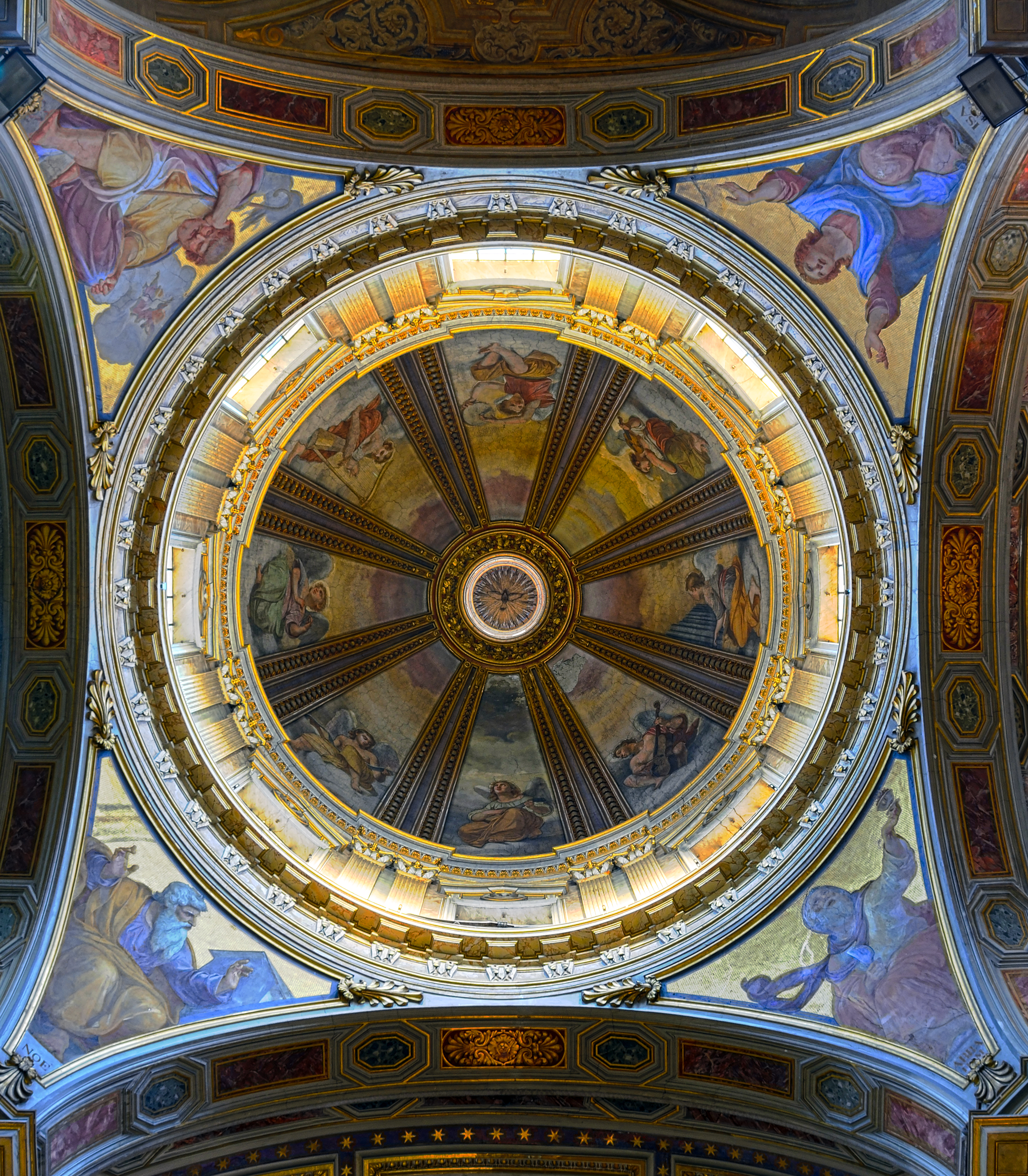
La cupola della chiesa, opera del de' Rossi

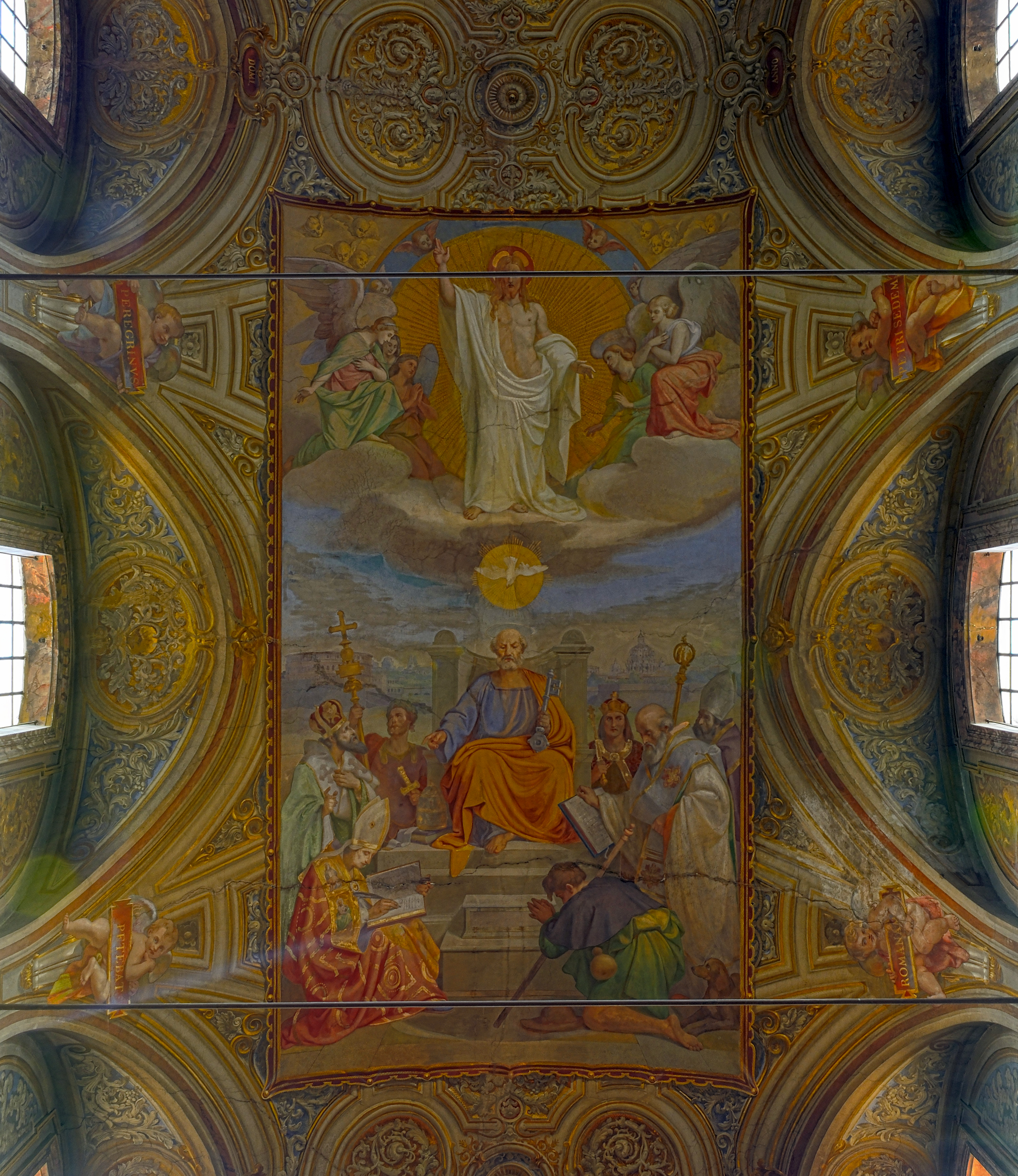
L'affresco sul soffitto.

Nel 1645 venne riportato alla luce un antico affresco raffigurante la Madonna, precedentemente ricoperto, e l'immagine fu ritenuta miracolosa. L'anno dopo si diede inizio alla ristrutturazione della prima chiesa, i cui lavori si conclusero nel 1654 per la munificenza dei cardinali Odoardo Vecchiarelli e Francesco Barberini. All'architetto Giovanni Antonio De Rossi si deve la sacrestia, la costruzione della cupola, l'inserimento della nuova cappella della "Madonna delle Grazie". L'interno, a navata unica e con tre cappelle su ogni lato, ricevette una nuova decorazione. Tra i dipinti si ricordano la Madonna con Bambino e i santi Rocco e Antonio abate di Baldassarre Peruzzi, ma estesamente restaurato da Giovan Battista Gaulli detto il Baciccio  all'incirca nel 1660 a causa di estesi danni derivanti dalle frequenti alluvioni; il grande dipinto di Giacinto Brandi San Rocco in gloria del 1674, posto sull'altare maggiore e San Rocco intercede per i malati di peste del 1673, sempre del Brandi, conservato nella sacrestia.

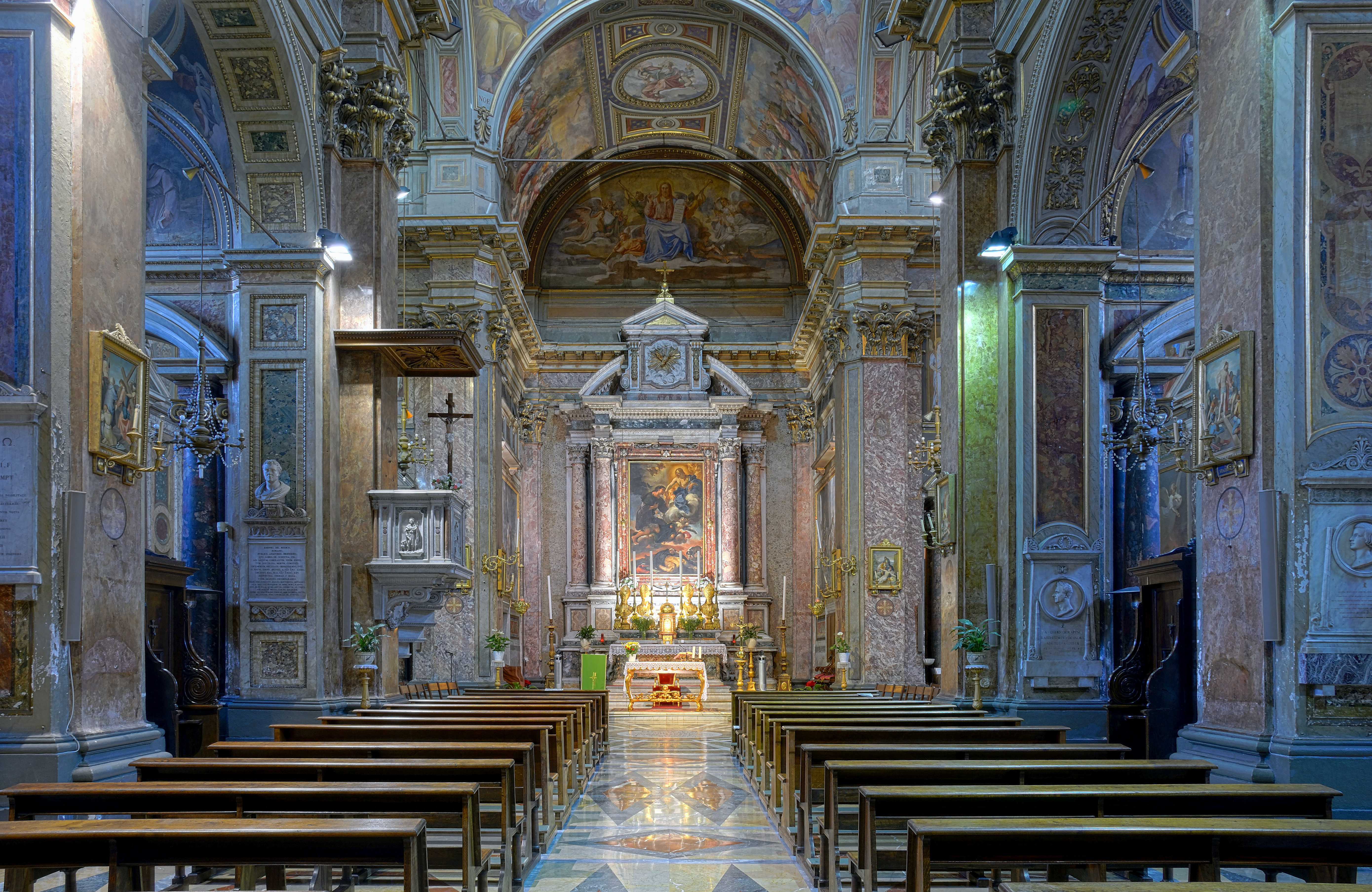
Interno della chiesa

Nella prima metà del XVIII secolo le cappelle furono impreziosite da una decorazione in marmo, mentre la facciata venne realizzata in stile neoclassico dall'architetto Giuseppe Valadier nel 1832, con unico ordine di doppie colonne con capitelli corinzi al centro, affiancate da paraste con capitelli ionici, che sorreggono un grande timpano. Sul portale di ingresso si trova lo stemma di papa Gregorio XVI regnante all'epoca dei lavori.
La prima radicale trasformazione dell'aspetto della zona avvenne nel 1890 con la demolizione del porto di Ripetta a causa della costruzione dei lungotevere e del ponte Cavour. Successivamente, vi furono radicali lavori di ristrutturazione del quartiere in prossimità dell'Ara Pacis e tra il 1934 ed il 1938 vennero demolite le fitte costruzioni vicino al Mausoleo di Augusto. Nel corso dei lavori, venne abbattuto l'ospedale di San Rocco (ricostruito tra il 1772 e il 1775) e il campanile della chiesa. A causa di questi lavori, fu necessario sostituire con muri i lati e la parte posteriore della chiesa, che in precedenza si appoggiava ad edifici. La chiesa, infatti, sopravvisse alle demolizioni grazie al valore artistico e alla devozione per la cappella della Madonna delle Grazie.

## Curiosità

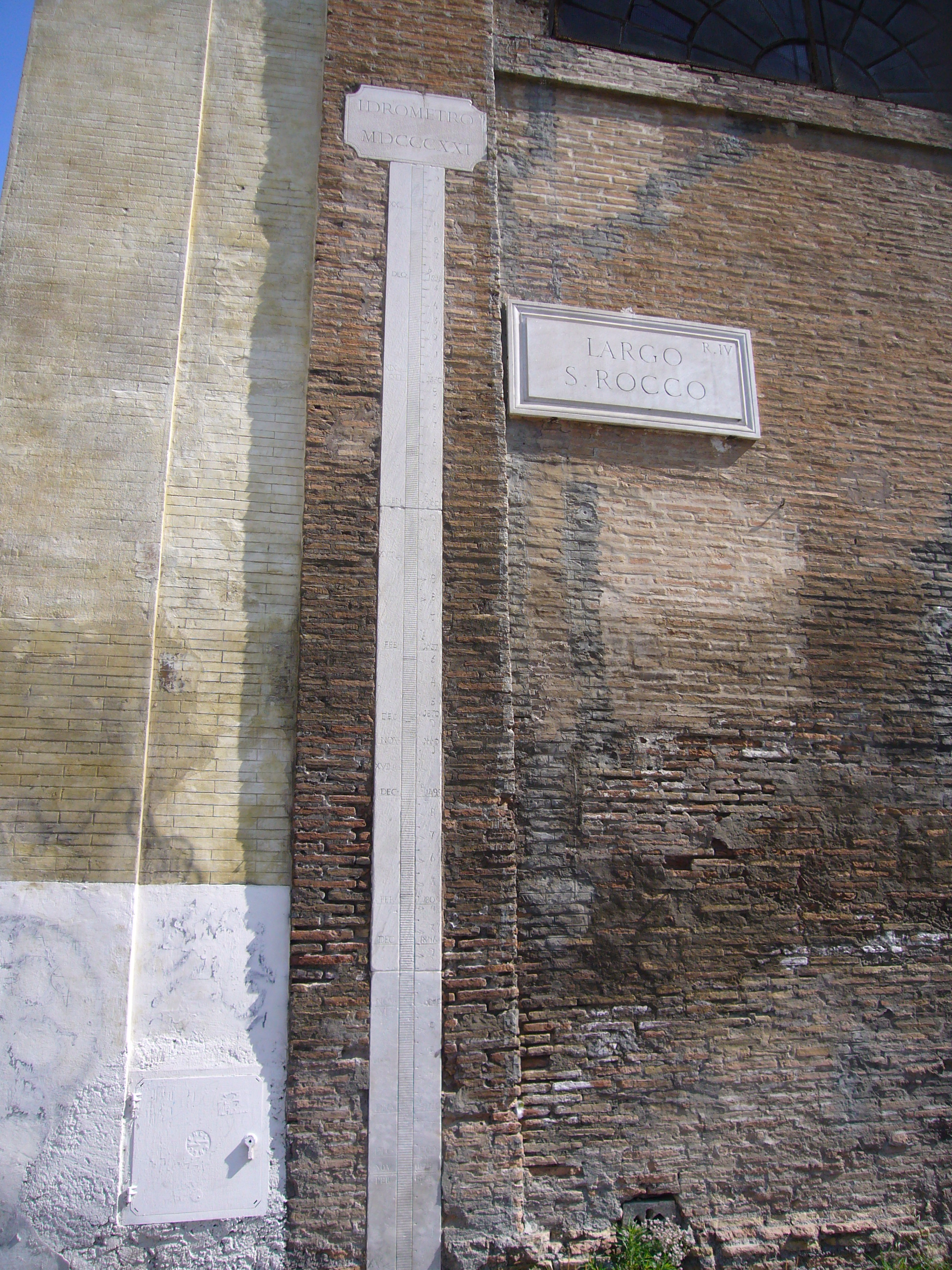
L'idrometro di Ripetta

Sul fianco destro della chiesa è sistemata dal 1821 una colonna in bassorilievo che misura l'altezza delle inondazioni del Tevere (Idrometro di Ripetta).
La peggiore inondazione riportata è quella del 1598 con un primato di 4 metri al di sopra dell'attuale livello della strada. L'idrometro originale era suddiviso in quattro parti disposte lungo una scala a gradini. Quello conservato è l'elemento superiore.
La chiesa fa parte dell'elenco delle chiese rettorie di Roma ed è luogo di culto appartenente alla parrocchia di San Giacomo in Augusta.
Ne Il fu Mattia Pascal di Luigi Pirandello, il protagonista prende alloggio di fronte alla chiesa e in camera trova un'acquasantiera con acqua benedetta presa nella vicina chiesa.
Alla chiesa era annesso l'Ospedale di San Rocco per le partorienti e le Celate (donne che partorivano nascostamente). L'ospedale fu trasferito nel 1892 e trasformato in sala concerti. L'edificio fu demolito per l'ampliamento di piazza Augusto Imperatore.